# لو بوش
لو بوش (بالإنجليزية: Lou Busch)‏ هو كاتب أغاني وعازف بيانو أمريكي، ولد في 18 يوليو 1910، وتوفي في 19 سبتمبر 1979 في كاماريلو في الولايات المتحدة بسبب حادث مرور.

## وصلات خارجية
- لو بوش على موقع IMDb (الإنجليزية)
- لو بوش على موقع ميوزك برينز (الإنجليزية)
- لو بوش على موقع ديسكوغز (الإنجليزية)